# تايسوكي أكيوشي
تايسوكي أكيوشي (باليابانية: 秋吉 泰佑) مواليد 18 أبريل 1989 في كوماموتو، هو لاعب كرة قدم ياباني. يلعب كلاعب وسط.

## المسيرة الاحترافية

### أندية لعب لها
- نادي واريورز
- سلافيا صوفيا
- شتورم غراتس

## روابط خارجية
- تايسوكي أكيوشي على موقع رابطة كرة القدم اليابانية للمحترفين (اليابانية)
- تايسوكي أكيوشي على موقع قاعدة بيانات كرة القدم.إي يو (الإنجليزية)
- تايسوكي أكيوشي على موقع Soccerway.com (الإنجليزية)
- تايسوكي أكيوشي على موقع عالم كرة القدم.نت (الإنجليزية)